# 古斯卡拉
古斯卡拉（Guskara），是印度西孟加拉邦Barddhaman县的一个城镇。总人口31863（2001年）。

## 人口
该地2001年总人口31863人，其中男性16472人，女性15391人；0—6岁人口3821人，其中男1971人，女1850人；识字率65.96%，其中男性为72.37%，女性为59.11%。